# Малые Туваны (Шумерлинский район)
Ма́лые Тува́ны (чув. Кĕçĕн Тăван) — деревня Шумерлинского района Чувашии России.
Входит (с 2021 года) в Шумерлинский муниципальный округ, ранее в состав Туванского сельского поселения.

## География
Расположена в верховьях р. Кумашка.
Климат
Климат умеренно континентальный с продолжительной холодной зимой и тёплым летом. Средняя температура января −12,9 °C, июля 18,3 °C. За год в среднем выпадает до 552 мм осадков.

### Название
Дословно Малые Туваны переводится «младший родственник».

## История
Законом Чувашской Республики от 14.05.2021 № 31 к 24 мая 2021 году Туванское сельское поселение было упразднено и Малые Туваны
вошли в состав Шумерлинского муниципального округа

## Население
| 2010 | 2012 |
| ---- | ---- |
| 214  | ↗287 |

## Инфраструктура
Личное подсобное хозяйство. Функционирует ООО «Агрофирма «Алёнушка» (2010). Имеются клуб, магазин, 2 торговых павильона.

## Транспорт
Остановка общественного транспорта «Малые Туваны».